# Super-goûteur
 (août 2013).
Si vous disposez d'ouvrages ou d'articles de référence ou si vous connaissez des sites web de qualité traitant du thème abordé ici, merci de compléter l'article en donnant les références utiles à sa vérifiabilité et en les liant à la section « Notes et références ».
super-goûteur (anglais : supertaster) est un individu qui ressent les saveurs de façon bien plus intense que le reste de la population. 
Le terme a été forgé par le Dr Linda Bartoshuk (en), spécialiste en psychologie expérimentale, qui a passé l'essentiel de sa carrière à étudier les variations génétiques du goût. Au début des années 1990, Bartoshuk et ses collègues ont remarqué que certains individus avaient une réponse plus élevée aux stimuli que le reste de la population et les a donc qualifiés de « super-goûteurs ». Cette différence de réponse n'est pas due à un biais expérimental ni à un artefact d'étalonnage, mais repose sur une base anatomique et biologique.
La prévalence de cette caractéristique est plus importante chez les femmes, ainsi que chez les Asiatiques, Africains et Sud-américains. On estime que les super-goûteurs constituent 25 % de la population européenne[réf. nécessaire]. La cause exacte de cette réponse amplifiée est mal connue, mais il semble qu'elle soit, en partie, associée à une variation dans le gène du récepteur de l'amertume TAS2R38[Passage contradictoire], et non à un nombre plus grand de papilles gustatives. Le gène du récepteur de l'amertume TAS2R38[Passage contradictoire] a été associé à la faculté de goûter la Propylthiouracile (PROP) et la Phénylthiocarbamide (PTC). Soulignons que le génotype TAS2R38[Quoi ?] est lié à l’appétence pour les aliments sucrés, à l'aversion pour l'alcool et le tabac, et au risque accru de cancer du côlon (à cause d'une alimentation trop pauvre en légumes)[pas clair]. Certains scientifiques préfèrent parler d'hypergueusie,. Il n'est pas certain que cette dernière offre un avantage évolutif : une réponse élevée au goût (particulièrement à l'amertume) permettrait dans certains environnements d'éviter la consommation de plantes potentiellement riches en alcaloïdes toxiques, mais limiterait dans d'autres environnements la diversification alimentaire. Dans une société riche, abondante en nourriture énergétique, le talent de super-goûteur pourrait provoquer une moindre appétence pour les lipides ainsi que pour les légumes, ce qui peut avoir un impact sur sa santé.
Cette super sensibilité influence les choix alimentaires ; certains, par exemple, évitent les fruits car la sensation acide (même minime) leur est intolérable. Un super-goûteur risque donc d'être difficile, mais les personnes difficiles ne sont pas forcément des super-goûteurs.

## Brève histoire de la variation génétique du goût
En 1931, A.L. Fox, un chimiste de DuPont remarqua que certaines personnes décrivaient la phénylthiocarbamide (PTC) comme étant amère alors que le reste de la population la décrivait sans goût. Lors d'un congrès de l'académie américaine pour l'avancement des sciences en 1931, Fox collabora avec Blakeslee (un généticien) pour faire des tests sur des participants : 65 % décrivirent la PTC comme amère, 28 % comme sans goût, et 6 % avec un autre goût. En conséquence, ce travail révéla que l'aptitude à goûter la PTC était de nature génétique. Dans les années 1960, Roland L. Fischer, fut le premier à faire le lien entre l'aptitude à goûter la PTC et le propylthiouracile (PROP) avec la préférence alimentaire et le type morphologique. De nos jours, la PROP a remplacé la PTC dans les recherches sur le goût en raison de l'odeur sulfureuse suffocante de cette dernière et du risque qu'elle fait courir à la santé. Comme décrit plus haut, Bartoshuk et ses collègues ont découvert qu'il existe différents groupes de goûteurs. Des estimations raisonnables suggèrent qu'il existe 25 % de non-goûteurs, 50 % de goûteurs moyens et 25 % de super-goûteurs.

## Problèmes avec les aliments
Dans leur ensemble, les super-goûteurs sont moins susceptibles d'apprécier et de consommer certaines nourritures. Les exemples documentés de ces dégoûts incluent[réf. nécessaire] :
- boissons alcoolisées ;
- chou de Bruxelles ;
- chou commun ;
- café ;
- jus de pamplemousse ;
- thé vert ;
- épinard ;
- produits à base de soja[pourquoi ?].

D'autres aliments sont également susceptibles d'être diversement appréciés, mais seuls existent des indices indirects :
- piment : la brûlure de la capsaïcine est plus intensément ressentie par les super-goûteurs ;
- eau tonique : par la présence de la quinine, cette boisson peut leur apparaître intolérablement amère :
- olive : à une concentration donnée, la sensation salée est plus intense pour les super-goûteurs.